# Casa no Largo Comendador Infante Passanha, n.º 3
A Casa no Largo Comendador Infante Passanha, n.º 3 é um edifício histórico na vila de Ferreira do Alentejo, no Distrito de Beja, em Portugal.

## Descrição e história
A Casa no Largo Comendador Infante Passanha, n.º 3 é um edifício residencial, propriedade da Santa Casa da Misericórdia de Ferreira do Alentejo, e que está unida aos edifícios da Sociedade Filarmónica Recreativa de Ferreira do Alentejo e da Câmara Municipal de Ferreira do Alentejo, formando uma frente comum para a Praça do Comendador Infante Passanha. Faz parte da zona de protecção da praça, que foi classificada como Monumento de Interesse Municipal.
Este imóvel foi construído nos princípios do século XX, para funções residenciais.